# 结果 (随机试验)
概率论中，结果是指随机试验的可能的结果。一个特定试验的每个可能结果是独一无二的，不同结果是[互斥]]的（每次试验只有一个结果）。一个随机试验的所有可能结果形成样本空间的元素（样本点）。
例如，掷硬币两次，有4个可能的结果组成样本空间：(H, T), (T, H), (T, T),(H, H)，其中"H"表示“头”，"T"表示“尾”，即硬币的不同的两面。不要与概率论的事件混淆，后者表示结果的集合。例如，掷硬币两次，得到最少一个“头”。这个事件包含了样本空间中除了(T, T)外的所有结果。 